# Peptyzacja
Peptyzacja – zjawisko przechodzenia osadu koloidalnego lub żelu w koloid, np. zol. Jest to odwrotność koagulacji i zachodzi w sposób odwracalny.